# Solaris Alpino
Solaris Alpino — коммерческий низкопольный автобус средней вместимости производства Solaris Bus & Coach, предназначенный для городских маршрутов. Производился в 2007—2018 годах. Пришёл на смену автобусам Solaris Urbino 9 и Neoplan N4009.

## История

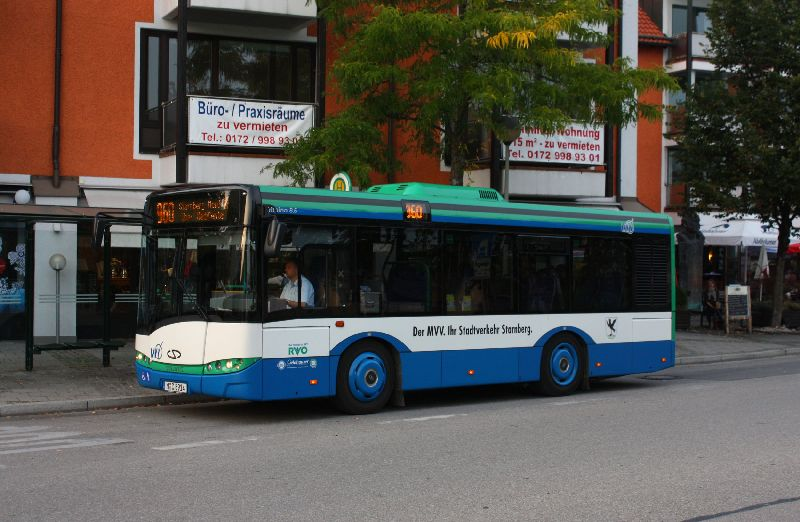
Solaris Urbino 8.6

Данный автобус является частью семейства Solaris Urbino. Первый прототип появился в сентябре 2006 года на выставке Transexpo в Кельце. Серийное производство стартовало весной 2007 года для альпийских стран, Швейцарии и Австрии, а также для городов и районов с низким пассажиропотоком.
На автобусы за всю историю ставят американские двигатели Cummins вместе с трансмиссиями Voith и ZF Friedrichshafen AG. Двигатели соответствуют стандартам Евро-4 и Евро-5. Существует также версия с газомоторным двигателем.
В июле 2008 года компания Solaris Bus & Coach подписала контракт с афинской компанией ETHEL для обслуживания 320 единиц Solaris Alpino, 220 из которых — Евро-4. Поставки состоялись в первом квартале 2009 года.